# Владислав (линейный корабль)
«Владислав» — 74-пушечный парусный линейный корабль Балтийского флота России. Один из девятнадцати кораблей типа «Ярослав». Был заложен 19 (30) сентября 1782 года на Соломбальской верфи Архангельска, спущен на воду 12 (23) мая 1784 года. Строительство велось корабельным мастером Михаилом Дмитриевичем Портновым.
Корабль принимал участие в войне с Швецией 1788—1790 годов.

## История службы
С июня по август 1784 года «Владислав» с эскадрой перешёл из Архангельска в Кронштадт. В 1785 году в составе эскадры корабль ходил в практическое плавание в Балтийское море до Борнгольма. 20 декабря 1787 года корабль был приписан к Средиземноморской эскадре адмирала С. К. Грейга.
23 июня 1788 года с эскадрой С. К. Грейга «Владислав» вышел из Кронштадта и отправился на поиски кораблей Швеции. 6 июля корабль принял участие в Гогландском сражении, во время которого находился в кордебаталии. В ходе дневного боя был сильно повреждён — получил 34 пробоины. Убито и ранено было 257 человек. Ночью повреждённый корабль отнесло в середину шведского флота и он был окружён. Корабль с разбитым корпусом, перебитым рангоутом и неисправным рулём был взят в плен. Три пушки не выдержали интенсивной стрельбы и взорвались.

## Командиры
Должность командира корабля занимали:
1. 1784 — капитан 2-го ранга Г. Д. Киленин;
2. 1785—1788 — капитан бригадирского ранга (с 22.09.1787 капитан генерал-майорского ранга) С. С. Гибс.
3. 1788 — капитан бригадирского ранга А. Б. Берх